# Droit syrien
Le droit syrien hérite des dispositifs du système juridique ottoman ainsi que des dispositions coloniales (la France étant responsable de la Syrie mandataire entre 1920 et l'indépendance du 17 avril 1946).

## Histoire
La Constitution syrienne du 14 mai 1930 fut promulguée par l'arrêté no 3111 du haut-commissaire Ponsot. Une fois la République syrienne devenue indépendante, le Code civil syrien fut promulgué par le décret législatif no 84 du 18 mai 1949, inspiré du Code civil égyptien. Le 22 juin 1949 furent promulgués le Code de commerce syrien par le décret législatif no 149 et le Code pénal syrien, inspiré du Code pénal libanais, par le décret législatif no 148. Le Code de procédure pénale syrien fut promulgué par le décret no 112 du 13 mars 1950.
La Constitution du 5 septembre 1950 remplaça celle du 14 mai 1930 mais fut remplacée par une nouvelle constitution dès le 10 juillet 1953. Le Code de procédure civile syrien fut promulgué par le décret législatif no 84 du 28 septembre 1953. En 1954, la Constitution du 5 septembre 1950 fut remise en vigueur avec le retour à la présidence d'Atassi. Elle fut remplacée par la Constitution de la République arabe unie en 1958 mais entra de nouveau en vigueur après que la Syrie se fut séparée de la République arabe unie, « jusqu'au coup d'[É]tat militaire des 8-9 mars 1963 ».
Une constitution provisoire fut promulguée le 25 avril 1964, la première de l'actuelle République arabe syrienne. Le 16 mai 1966 fut promulgué le Code pénal économique syrien par le décret législatif no 37. La constitution provisoire de 1964 fut remplacée par une autre constitution provisoire le 1er mai 1969. Le 13 mars 1973, une nouvelle constitution fut promulguée. Elle fut remplacée par l'actuelle constitution en 2012.

## Sources

### Constitution
La Constitution du 13 mars 1973, qui succéde à la Constitution provisoire du 1er mai 1969, accorde un rôle pré-éminent au parti Baath, représentant du panarabisme (§ 8), de la laïcité et du socialisme. Le président de la Syrie était élu par référendum sur proposition du parti (§ 84). Mais la Constitution syrienne du 27 février 2012 a abandonné la prééminence du parti baassiste, ainsi que la référence au socialisme.
La Constitution reconnaît la liberté de religion, la Syrie étant déclarée laïque et ne reconnaissant aucune religion d'État. Toutefois, elle impose l'appartenance à l'islam au président, et reconnaît le droit musulman comme source d'inspiration. Par ailleurs, l'appartenance aux Frères musulmans ou à toute organisation jugée « salafiste » est interdite, ces organisations étant considérées comme terroristes.
À la suite des manifestations de 2011, le gouvernement es contraint, sous la pression des pays arabes du Golfe, de modifier les institutions. Une nouvelle constitution est approuvée par référendum le 26 février 2012. Le rôle  prééminent du parti Baas disparait, comme toute référence au socialisme. Les élections deviennent pluralistes. Le régime perd son caractère strictement présidentiel. Le gouvernement doit avoir la confiance de l'Assemblée du peuple. Le rôle de la Cour constitutionnelle est accru.
La chute du régime, en décembre 2024, entraine la suspension de la constitution pour une durée de trois mois.

### Codes

#### Code civil et statut personnel
Le Code civil syrien a été fortement inspiré du Code civil égyptien, le juriste al-Sanhouri en étant son principal rédacteur. Le 17 septembre 1953, un décret-loi abolissait les différentes juridictions connaissant du statut personnel des Syriens, étrangers, musulmans et non-musulmans, tous étant désormais soumis à des juridictions de droit commun et au Code civil.
Les juridictions ecclésiastiques, qui doivent appliquer la procédure civile des tribunaux de première instance, continuent cependant à connaître des questions relatives au mariage, appliquant le droit religieux selon la religion du justiciable. L'arrêté no 261 du 28 avril 1926 avait déjà reconnu la compétence de ces juridictions, tandis que l'arrêté no 60 du 13 mars 1936 avait réglementé l'organisation des communautés religieuses, comme ce qui avait été fait au Liban .
Les Bédouins sont restés cependant tributaires d'un droit coutumier, notamment concernant l'usage des terres.

#### Code de commerce
Le Code de commerce syrien s'est inspiré du Code libanais, promulgué en 1942, ainsi que du droit commercial français, tel que résultant de la jurisprudence de l'époque . Par endroits, il s'inspire aussi du droit suisse, italien et allemand . Par exemple, alors que les dispositions concernant le livre de commerce s'inspirent du droit français, celles concernant le registre de commerce s'inspirent du droit allemand ; de façon semblable au décret français du 9 août 1953 portant réforme du registre de commerce, il faut tenir un registre pour pouvoir se prévaloir en justice de la qualité de commerçant). Enfin, il contient des dispositions originales, propres à la société syrienne contemporaine. Le droit maritime est traité à part.
Les sociétés par action et les SARL à objet civil ne sont pas entièrement assimilées à des « entreprises commerciales », mais à des « sociétés commerciales », traitées au livre II. L'article 13 précise que l'État et les collectivités privées (clubs, associations, etc.) et publiques qui font des opérations commerciales ne sont pas des sociétés commerciales, mais demeurent régies par ce Code lors de ces opérations. Par ailleurs, les artisans et petits commerçants (dont les vendeurs ambulants ne sont soumis ni au régime de la faillite (peu ou prou copié du régime français, la liquidation judiciaire étant remplacée par un « concordat préventif » inspiré du Code libanais), ni à celui du livre de commerce (art. 10) .

### Traités et accords internationaux
La Syrie a ratifié le Pacte international sur les droits civils et politiques et la Convention sur les droits de l'enfant .

## Organisation judiciaire
Le système juridictionnel est bâti sur trois niveaux : cours de première instance, cour d'appel et la cour suprême constitutionnelle, instance suprême du droit syrien. Bien que la Constitution de 1973 affirme l'indépendance de la justice (art. 131 et 133), elle place aussi le président de la République arabe syrienne à la tête du Conseil suprême de la juridiction (art. 132) et le rend garant de cette indépendance. Un contrôle constitutionnel est prévu par l'art. 134, sur requête du Président de la République ou d'un quart du Parlement. De fait, ce contrôle n'a jamais été mis en œuvre.
À ces juridictions de droit commun se superposent deux types de juridictions d'exception : des cours religieuses qui s'occupent des questions de statut personnel (droit de la famille) et des cours de sécurité d'État, juridictions d'exception dénoncées par Amnesty International pour leurs procès truqués et l'utilisation d'« aveux » obtenus sous la torture.